# Oensingen
Oensingen és un municipi del cantó de Solothurn (Suïssa), cap del districte de Gäu.